# Rachel Zegler
Rachel Anne Zegler ([ˈzɛɡlər]; Hackensack, 3 de maio de 2001) é uma atriz, cantora, e YouTuber americana. Ela é mais conhecida por seu papel como Maria Vasquez na adaptação cinematográfica de 2021 de West Side Story, dirigida por Steven Spielberg e escrita por Tony Kushner. Por sua atuação, Zegler foi aclamada pela crítica e ganhou vários prêmios, incluindo o Globo de Ouro de Melhor Atriz - Filme Musical ou Comédia. Estrelou como Branca de Neve em uma adaptação live-action do filme de animação da Disney, entre outros projetos. Ela está listada na classe Forbes 30 Under 30 de 2022.

## Infância e educação
Zegler nasceu em 3 de maio de 2001, em Hackensack, Nova Jersey, no Hackensack University Medical Center, filha de Gina e Craig Zegler. Ela tem uma irmã mais velha, Jacqueline. Sua mãe é descendente de colombianos e seu pai é descendente de poloneses.
Zegler foi criada em Clifton, Nova Jersey, onde frequentou a Escola Preparatória St. Philip the Apostle. Ela então frequentou a escola preparatória para a faculdade católica Imaculada Conceição, onde estrelou os musicais da escola todos os quatro anos: como Bela em A Bela e a Fera (2016), Ariel em A Pequena Sereia (2017), Dorothy Brock em 42nd Street (2018) e Princesa Fiona em Shrek the Musical (2019). Para todas as quatro performances, ela recebeu indicações ao Metro Award na categoria Atriz em Papel Principal. Seus outros papéis incluíram Serena em Legally Blonde, Cosette em Les Miserables, Millie em Thoroughly Modern Millie e Mimi em Rent. Ela se formou no ensino médio em 2 de junho de 2019.

## Carreira
O canal de YouTube de Zegler está ativo desde julho de 2015 e tem recebido atenção. A partir de 2020, o vídeo de Zegler cantando “Shallow”, de A Star is Born, conquistou mais de 11 milhões de visualizações no Twitter.
Em janeiro de 2018, o diretor Steven Spielberg postou uma chamada de elenco aberta via Twitter para uma nova adaptação cinematográfica de West Side Story. Zegler, então com 16 anos, respondeu aos tweets do casting com vídeos de si mesma cantando "Tonight" e "I Feel Pretty"; ela havia desempenhado o papel no Bergen Performing Arts Center em 2017. Zegler foi selecionado entre mais de 30 000 candidatos para o papel de Maria. Seu desempenho no cinema foi aclamado pela crítica, juntamente com indicações ao Globo de Ouro e ao Critics Choice Award. A Variety a declarou a estrela do ano escrevendo: "A atriz e cantora colombiana é indiscutivelmente a maior estrela do ano, não apenas no que ela mostra em seus duetos icônicos, mas também em sua propriedade contagiante da câmera, melhor exibida em o mais leve "I Feel Pretty", que mostra seu alcance de atuação".
Zegler se juntou ao elenco do filme de 2023 Shazam! Fúria dos Deuses e também está definida para interpretar Branca de Neve em uma adaptação live-action do filme de animação da Disney ao lado de Gal Gadot.
Em 27 de setembro de 2021, Zegler foi listada no número 34 na lista dos 35 principais atores com menos de 35 anos do podcast The Ringer' s The Big Picture Ela está incluída na lista na classe Forbes 30 Under 30 de 2022. Em 14 de dezembro de 2021, a AP Entertainment nomeou Zegler como uma das artistas inovadores de 2021.

## Filmografia

### Filme
| Ano  | Título                                               | Papel           | Notas  |
| ---- | ---------------------------------------------------- | --------------- | ------ |
| 2021 | West Side Story                                      | Maria Vásquez   |        |
| 2023 | Shazam! Fury of the Gods                             | Anthea          |        |
| 2023 | The Hunger Games: The Ballad of Songbirds and Snakes | Lucy Gray Baird | [ 33 ] |
| 2024 | Y2K                                                  | Laura           | [ 34 ] |
| 2024 | Spellbound                                           | Princesa Ellian | Voz    |
| 2025 | Branca de Neve                                       | Branca de Neve  |        |

### Televisão
| Ano  | Título                     | Função                          | Notas                                                                                     | Ref.                |
| ---- | -------------------------- | ------------------------------- | ----------------------------------------------------------------------------------------- | ------------------- |
| 2021 | The George Lucas Talk Show | Produtora de pêssegos/Ela mesma | Dois episódios: Pretend It’s A Jokey e Pretend It’s A Wookiee Agradecimento especial dado | [carece de fontes?] |

### Vídeoclipes
| Ano  | Título                                         | Função          | Artista(s)        |
| ---- | ---------------------------------------------- | --------------- | ----------------- |
| 2020 | Nostalgic for the Moment (Dance Party Edition) | Amiga/dançarina | Kathryn Gallagher |
| 2021 | Sam's Idea                                     | Voz do telefone | Pomplamoose       |

## Teatro
| Ano       | Título                         | Papel   | Notas                                               | Ref.   |
| --------- | ------------------------------ | ------- | --------------------------------------------------- | ------ |
| 2021      | Newton's Cradle: A Ghost Story | Chelsea | Leitura virtual fechada com The Saunders Collective | [ 36 ] |
| 2024–2025 | Romeo + Juliet                 | Julieta | Broadway                                            | [ 37 ] |

## Podcast
| Ano  | Título                                | Função                           | Notas                                                                 |
| ---- | ------------------------------------- | -------------------------------- | --------------------------------------------------------------------- |
| 2021 | NOW WE’RE TALKING with Drew Gasparini | Ela mesma                        | Podcast; Ep 11-Rachel Zegler: “Hasmat Reality”                        |
| 2021 | Very Really Good                      | Ela mesma                        | Podcast; Ep 160 - Entrevistando Rachel Zegler - Very Really Good #160 |
| 2021 | Princess of South Beach               | Maria del Carmen Glória Calderón | Papel principal                                                       |

## Discografia

### Músicas
| Título                                        | Ano  | Álbum           |
| --------------------------------------------- | ---- | --------------- |
| "Let Me Try"                                  | 2021 | Sem Albúm       |
| "Balcony Scene (Tonight)" (with Ansel Elgort) | 2021 | West Side Story |

## Prêmios
| Ano  | Prêmio                                                               | Categoria                                  | Trabalho indicado | Resultado | Ref.          |
| ---- | -------------------------------------------------------------------- | ------------------------------------------ | ----------------- | --------- | ------------- |
| 2021 | Prêmio National Board of Review of Motion Pictures                   | Melhor atriz                               | West Side Story   | Venceu    | [ 39 ]        |
| 2021 | Prêmios da Associação de Críticos de Cinema da Área de Washington DC | Melhor Performance Juvenil                 | West Side Story   | Indicado  | [ 40 ]        |
| 2021 | Associação de Críticos de Cinema de Chicago                          | Artista mais promissor                     | West Side Story   | Indicado  | [ 41 ]        |
| 2021 | Prêmio do Círculo de Críticos de Cinema da Flórida                   | Prêmio de destaque                         | West Side Story   | 2º Lugar  | [ 42 ]        |
| 2021 | Associação de Jornalistas de Cinema de Indiana                       | Destaque do ano                            | West Side Story   | Indicado  | [ 43 ]        |
| 2021 | Associação de Críticos de Cinema do Norte do Texas                   | Melhor atriz                               | West Side Story   | Indicado  | [ 44 ]        |
| 2021 | Associação de Críticos de Cinema do Norte do Texas                   | Melhor recém-chegado                       | West Side Story   | Venceu    | [ 44 ]        |
| 2022 | Círculo de Críticos da Meia-Noite                                    | Melhor Comédia/Performance Musical         | West Side Story   | Indicado  | [ 45 ]        |
| 2022 | Círculo de Críticos da Meia-Noite                                    | Melhor desempenho inovador                 | West Side Story   | Indicado  | [ 46 ]        |
| 2022 | Discutindo Film Critic Awards 2022                                   | Melhor Performance de Estreia              | West Side Story   | Indicado  | [ 47 ]        |
| 2022 | Prêmios de atualizações de filmes                                    | Melhor Atriz em Filme-Comédia ou Musical   | West Side Story   | Indicado  | [ 48 ]        |
| 2022 | Prêmios de atualizações de filmes                                    | Prêmio Estrela em Ascensão                 | West Side Story   | Venceu    | [ 49 ]        |
| 2022 | Prêmio Globo de Ouro                                                 | Melhor Atriz em Filme - Musical ou Comédia | West Side Story   | Venceu    | [ 50 ]        |
| 2022 | Aliança de Mulheres Jornalistas de Cinema                            | Melhor Performance Revelação Feminina      | West Side Story   | Indicado  | [ 51 ] [ 52 ] |
| 2022 | 27º Critics' Choice Awards                                           | Melhor Ator/Atriz Jovem                    | West Side Story   | Indicado  | [ 53 ]        |
| 2022 | Associação de Críticos de Cinema da Carolina do Norte                | Melhor desempenho inovador                 | West Side Story   | Indicado  | [ 54 ]        |
| 2022 | Associação de Críticos de Cinema da Geórgia                          | Melhor atriz                               | West Side Story   | Indicado  | [ 55 ]        |
| 2022 | Associação de Críticos de Cinema da Geórgia                          | Prêmio Revelação                           | West Side Story   | Indicado  | [ 55 ]        |